# Руси Карабалиев
Руси Илчев Карабалиев е български театрален режисьор и филмов актьор

## Биография
Завършва специалност театрална режисура в НАТФИЗ „Кръстьо Сарафов“ в класа на професор Желчо Мандаджиев през 1972 г. Още като студент в 3-ти курс впечатлява един от преподавателите си, професор Моис Бениеш, с постановката си на „Есенна скука“ от Николай Некрасов. През 1972 г. започва работа в Димитровградския Драматичен театър. Дебютната му режисура е на пиесата „Всеки търси своя остров“ от Раймонд Каугвер. Поставя различни спектакли в театрите в Пловдив, Стара Загора, Варна, Ямбол, Кърджали, Благоевград, Силистра, Пазарджик, както и в столичните Сълза и смях, Младежки театър, Малък градски театър „Зад канала“. Една от емблематичните му постановки е „Букетче сухи незабравки“ от Никола Русев. Пиесата не слиза от сцената на театър Сълза и смях три последователни сезона. Има над 40 постановки в различни театри. Сред най-известните му спектакли са Мандрагора от Николо Макиавели, Лорензачо от Алфред дьо Мюсе, На дъното от Максим Горки, Боряна от Йордан Йовков, Коварство и любов от Фридрих Шилер, Трамвай „Желание“ от Тенеси Уилямс, Платонов от Антон Чехов, Сваляй мадамите с финт от Уди Алън, Януари и Кошници от Йордан Радичков, Чудо от Иван Радоев, Женско царство от Ст. Л. Костов, Фрагменти от Мърей Шийзгал, Двубой от Иван Вазов, Око под наем от Питър Шафър, Предпоследно сбогом от Калин Донков, Бунарът от Петър Маринков и др. В негови постановки изгряват талантите на актьори като Михаил Мутафов, Стоян Алексиев, Татяна Баева, Мария Каварджикова, Уляна Стойчева. Режисирал е Антоний Генов, Венцислав Кисьов, Златина Тодева, Борис Луканов, Димитър Буйнозов, Цветана Манева и много други.
През 1997 г. заминава за САЩ, където живее и работи по настоящем.

## Награди
- Първа награда за млад режисьор за спектакъла „Сонатина за пауна“ от Освалд Захрадник
- Награда за режисура на национален преглед за детски музикален спектакъл за постановката на Кукла Букла от Панчо Панчев.
- Награда „Стара Загора“, за театрална режисура и театрална дейност
- Първа награда на национален преглед за българска драматургия и театър за постановка на пиесата Другата истина за Св. Георги от Милко Милков.
- Първа награда на Пролетен театрален фестивал – Кърджали.
- Награда на САБ за режисура на пиесата Чучулигата от Жан Ануи.
- Награда на САБ за режисура за постановката на Кошници от Йордан Радичков.
- Наградата на град Пловдив за театрално творчество

## Филмография
Като актьор
- Неделните мачове (1975) – в главната роля
- Кръвта остава (1979)

## Цитати
- „Страдащият е готов за покаяние, а другия?“
- „Най-убедителното доказателство за съществуването на Бог е, че човек има нужда от Него.“